# Michael Bock (Diplomat)

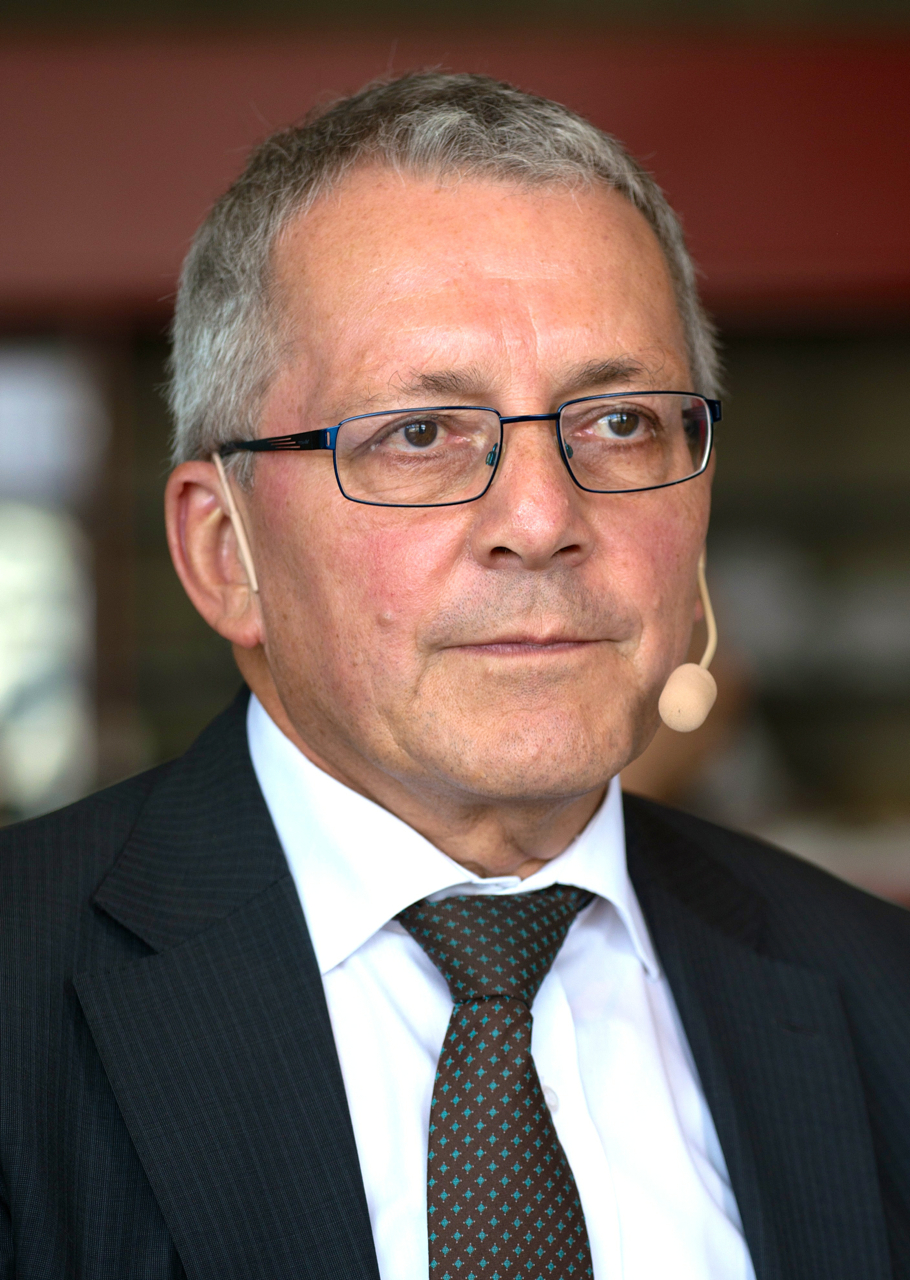
Michael Bock in Stockholm (2015)

Michael Erhard Bock (* 1953) ist ein deutscher Diplomat. Von 2016 bis 2018 war er Deutscher Botschafter in Bogotá.

## Leben
Bock spezialisierte sich nach dem Jura-Studium auf das Völkerrecht. Er nahm eine Assistentenstelle bei Bruno Simma an und trat 1983 ins Auswärtige Amt ein. Von 1986 bis 1989 war er bei der Botschaft in Caracas im Presse- und Rechtsreferat beschäftigt. Danach war er bis 1992 beim Auswärtigen Amt in Bonn im Referat für Völkerrecht und danach bis 1994 als politischer Referent in Bangkok tätig. Von 1994 bis 1996 war er ständiger Vertreter in der Botschaft Amman.
Von 1996 bis 2000 war Bock beim Auswärtigen Amt in Bonn und in Berlin, wo er stellvertretender Referatsleiter für Völkerrecht war. Danach wurde er Leiter der politischen Abteilung bei der Deutschen Botschaft in Madrid, was er bis 2003 blieb. Von dort kehrte er zum Auswärtigen Amt zurück und war von 2003 bis 2006 Leiter des Grundsatzreferats und Personalangelegenheiten und von 2006 bis 2009 war Bock beim Auswärtigen Amt Berlin, wo er stellvertretender Leiter der Zentralabteilung war. Er war dort zuständig für Personalangelegenheiten, Organisation und Finanzen. Ab 2009 war Bock Deutscher Botschafter in Kairo, bevor er 2014 als Deutscher Botschafter in Stockholm akkreditiert wurde. Seit 2019 ist er Präsident von Instex.

## Diplomatenlaufbahn
| Vorgänger           | Amt                                                               | Nachfolger            |
| ------------------- | ----------------------------------------------------------------- | --------------------- |
| Bernd Erbel         | Botschafter der Bundesrepublik Deutschland in Kairo 2009–2014     | Hansjörg Haber        |
| Harald Kindermann   | Botschafter der Bundesrepublik Deutschland in Stockholm 2014–2016 | Hans-Jürgen Heimsoeth |
| Günter Rudolf Knieß | Botschafter der Bundesrepublik Deutschland in Bogotá 2016–2018    | Peter Ptassek         |

| Personendaten    | Personendaten                             |
| ---------------- | ----------------------------------------- |
| NAME             | Bock, Michael                             |
| ALTERNATIVNAMEN  | Bock, Michael Erhard (vollständiger Name) |
| KURZBESCHREIBUNG | deutscher Diplomat                        |
| GEBURTSDATUM     | 1953                                      |